# Tribalus cavernicola
Tribalus cavernicola är en skalbaggsart som beskrevs av Lewis 1908. Tribalus cavernicola ingår i släktet Tribalus och familjen stumpbaggar. Inga underarter finns listade i Catalogue of Life.